# Palmeira (Santa Catarina)
Palmeira es un municipio brasileño del estado de Santa Catarina. Tiene una población estimada al 2021 de 2 673 habitantes.
El orgigen del nombre, en español "Palmera", viene del árbol que abunda en la región. Emancipada de Otacílio Costa, Palmeira se originó de una localidad en la antigua ruta que conectaba Lages con Rio do Sul.
Se emancipó politacamente el 18 de julio de 1995.